# Marek Jiras
Marek Jiras (n. 18 august 1976, Praga, Cehoslovacia) este un canoist ce a reprezentat Cehia, medaliat olimpic. A participat la 2 ediții ale Jocurilor Olimpice (2000, 2004) în care a câștigat o medalie de bronz.